# Хрещатицька сільська рада
Хреща́тицька сільська́ ра́да — адміністративно-територіальна одиниця та орган місцевого самоврядування в Заставнівському районі Чернівецької області. Адміністративний центр — село Хрещатик.

## Загальні відомості
- Населення ради: 905 осіб (станом на 2001 рік)

## Населені пункти
Сільській раді підпорядковані населені пункти:
- с. Хрещатик

## Склад ради
Рада складається з 16 депутатів та голови.
- Голова ради: Косоловська Марія Степанівна
- Секретар ради: Ільчишина Анастасія Іллівна

### Керівний склад попередніх скликань
| Прізвище, ім'я, по батькові  | Основні відомості                                                 | Дата обрання | Дата звільнення |
| ---------------------------- | ----------------------------------------------------------------- | ------------ | --------------- |
| Косоловська Марія Степанівна | Сільський голова, 1966 року народження, освіта вища, позапартійна | 26.03.2006   | 31.10.2010      |
| Косоловська Марія Степанівна | Сільський голова, 1966 року народження, освіта вища, позапартійна | 31.10.2010   |                 |

Примітка: таблиця складена за даними сайту Верховної Ради України

### Депутати
За результатами місцевих виборів 2010 року депутатами ради стали:

#### За суб'єктами висування
| Суб'єкт висування | Кількість обраних депутатів | %   |
| ----------------- | --------------------------- | --- |
| Самовисування     | 16                          | 100 |

#### За округами
| № округу | Прізвище, ім'я, по батькові     | Дата визнання обраним | Освіта             | Партійна приналежність | Відомості про обраного депутата                    |
| -------- | ------------------------------- | --------------------- | ------------------ | ---------------------- | -------------------------------------------------- |
| 1        | Калинюк Оксана Захарівна        | 01.11.2010            | вища               | позапартійна           | тимчасово не працює                                |
| 2        | Чухрій Ілля Михайлович          | 01.11.2010            | середня            | позапартійний          | тимчасово не працює                                |
| 3        | Семчук Роман Васильович         | 01.11.2010            | середня            | позапартійний          | приватний підприємець                              |
| 4        | Костенко Ярослав Михайлович     | 01.11.2010            | вища               | позапартійний          | Свято-Дмитрівська церква, священнослужитель        |
| 5        | Сем'яник Тарас Михайлович       | 01.11.2010            | середня спеціальна | позапартійний          | слюсар по ремонту сільського водопроводу           |
| 6        | Лучик Сергій Михайлович         | 01.11.2010            | середня спеціальна | позапартійний          | фермер                                             |
| 7        | Калинюк Василь Дмитрович        | 01.11.2010            | середня            | позапартійний          | ПП «Фортуна»                                       |
| 8        | Ільчишина Анастасія Іллівна     | 01.11.2010            | середня спеціальна | позапартійна           | Хрещатицька сільська рада, секретар                |
| 9        | Романець Марія Орестівна        | 01.11.2010            | середня спеціальна | позапартійна           | тимчасово не працює                                |
| 10       | Вахоцький Ігор Іванович         | 01.11.2010            | середня            | позапартійний          | приватний підприємець                              |
| 11       | Пеліховська Валентина Василівна | 01.11.2010            | вища               | позапартійна           | Хрещатицький навчально-виховний комплекс, директор |
| 12       | Бортник Ярослав Дмитрович       | 01.11.2010            | вища               | позапартійний          | пенсіонер                                          |
| 13       | Блауш Галина Михайлівна         | 01.11.2010            | середня спеціальна | позапартійна           | Хрещатицька сільська рада, землевпорядник          |
| 14       | Гаврилюк Іван Степанович        | 01.11.2010            | середня спеціальна | позапартійний          | начальник радіостанції с. Хрещатик                 |
| 15       | Півцьо Людмила Іванівна         | 01.11.2010            | середня спеціальна | позапартійна           | Заліщицький воєнний госпіталь, старша медсестра    |
| 16       | Калинюк Володимир Орестович     | 01.11.2010            | середня спеціальна | позапартійний          | приватний підприємець                              |

## Населення
За переписом населення України 2001 року в сільській раді мешкали 902 особи.

### Мова
Розподіл населення за рідною мовою за даними перепису 2001 року:
| Мова       | Відсоток |
| ---------- | -------- |
| українська | 98,45 %  |
| російська  | 1,10 %   |
| молдовська | 0,22 %   |
| вірменська | 0,11 %   |
| румунська  | 0,11 %   |